# Igor Stanislawowitsch Aschmanow

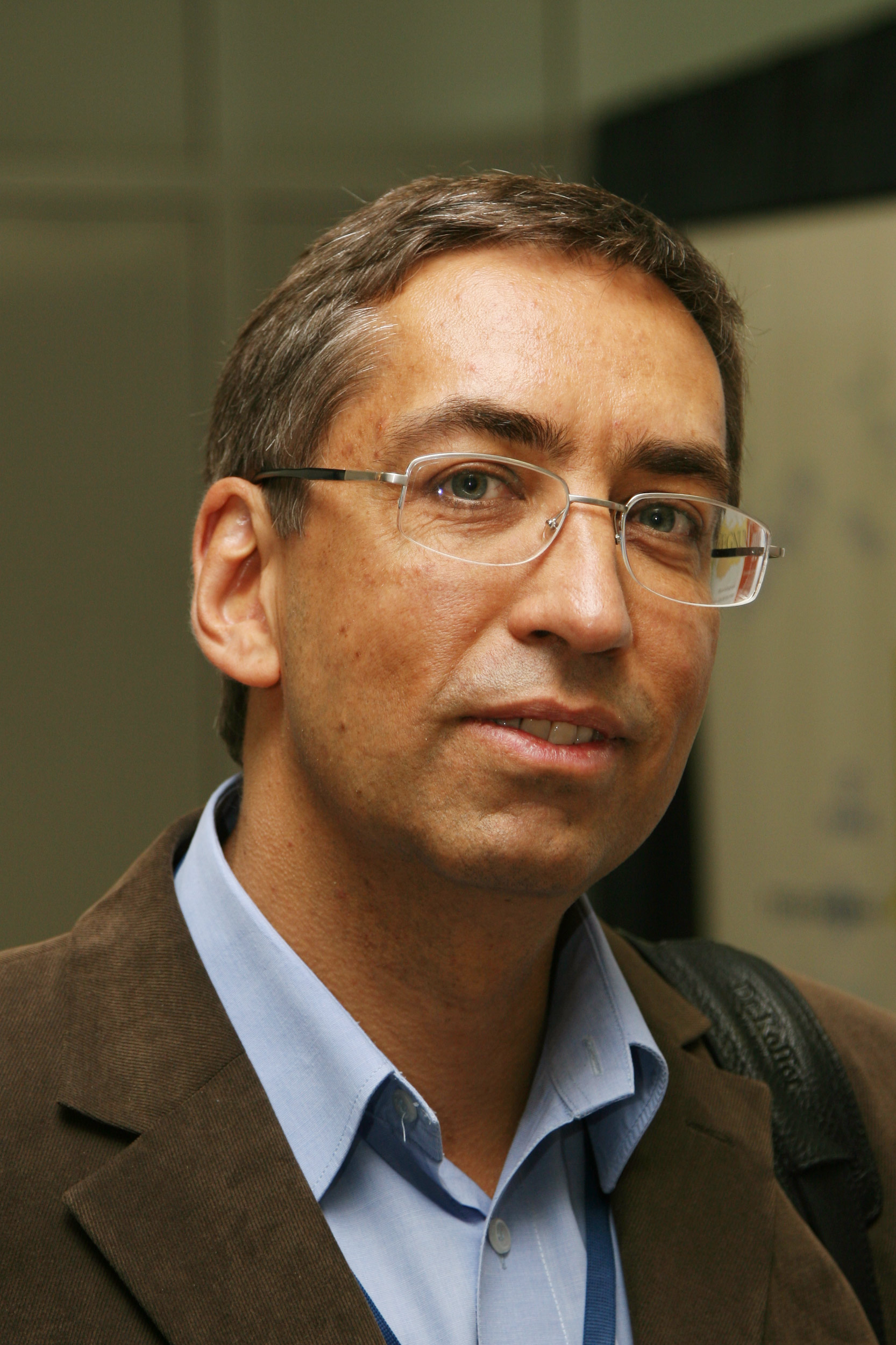
Igor Stanislawowitsch Aschmanow

Igor Stanislawowitsch Aschmanow (russisch Игорь Станиславович Ашманов; * 9. Januar 1962 in Moskau) ist ein sowjetisch-russischer Mathematiker, Informatiker und Unternehmer.

## Leben
Aschmanows Vater Stanislaw Alexandrowitsch Aschmanow (1941–1994) war Aspirant der Lomonossow-Universität Moskau (MGU) und wurde einer der führenden sowjetischen Wirtschaftsmathematiker. Auch die Mutter und die Großmutter waren Absolventen der Mechanik-Mathematik-Fakultät (Mechmat) der MGU.
Aschmanow besuchte die Moskauer Mittelschule Nr. 235 mit Abschluss in der Mathematik-Klasse 1978. Auch hatte er Mathematik-Kreise an der MGU und eine Kunstschule besucht.
Nach dem Schulbesuch studierte Aschmanow an der MGU in der Mechmat mit Spezialisierung auf Abstrakte Algebra. Gleichzeitig arbeitete er als Nachhilfelehrer, Hausmeister und Retuscheur in einer Werbefirma. Mit Verteidigung seiner Diplomarbeit über asphärische Komplexe freier Gruppen und ein Problem Philip Halls schloss er das Studium 1983 mit Auszeichnung ab. Allerdings erhielt er wegen schlechter Noten für Politökonomie und Partielle Differentialgleichungen kein sogenanntes schönes Diplom. Er arbeitete nun als Praktikant im Rechenzentrum der Akademie der Wissenschaften der UdSSR (AN-SSSR, ab 1991 Russische Akademie der Wissenschaften (RAN)) in der Abteilung für Künstliche Intelligenz. Ab 1985 war er dort wissenschaftlicher Mitarbeiter. Er war mit der Entwicklung eines Kommunikationssystems für natürliche Sprache, Wirtschaftsberechnungen und Forschungsprojekten beschäftigt. Gleichzeitig absolvierte er die Aspirantur am Lehrstuhl für Abstrakte Algebra der Mechmat der MGU 1985–1987.
Ab 1987 entwickelte Aschmanow in der Privatgesellschaft Informatik das Rechtschreibprüfungssystem ORFO unter der Leitung Oleg Grigorjews, der für den linguistischen Teil zuständig war. Auch betreute er das Wachstum des Elektronischen Wörterbuchs Kontekst, das Interlinearübersetzungsprogramm Logos, die Worttrennung Kalligraf, die Dokumenten-Volltextsuche Sfinks und den Matrizen-Rechner Schordan.
In der Zeit des Augustputschs 1991 in Moskau emigrierten fast alle ORFO-Entwicklergruppen in die USA ins Silicon Valley mit Grigorjew an der Spitze. Im September sollte auch Aschmanow nachkommen, aber zwei Wochen vor dem Abflug gab er das Ticket zurück und blieb in Russland, um die ORFO-Projektleitung zu übernehmen. 1992 wurde IBM eine Lizenz für ORFO erteilt. 1994 gewann ORFO einen Microsoft-Wettbewerb, worauf es in die russische Microsoft-Office-Version aufgenommen wurde. Microsoft erwarb 1995 die Lizenz für die Benutzung der Bibliotheken und Wörterbücher des Systems, und Aschmanow verließ die Firma Informatik, da er neben Microsoft für ORFO keine Chancen auf dem russischen Markt sah.
Ab dem Frühjahr 1995 leitete Aschmanow als Abteilungsleiter der Gesellschaft Informationssysteme und Technologie (IST) den russischen Teil des fünfteiligen Projektes der Europäischen Kommission für die automatische Anordnung paralleler deutsch-russischer Texte, das im Sommer 1997 abgeschlossen wurde.
Seine Dissertation über Architektur und industrielle Realisierungen von Systemen der Angewandten Linguistik mit Beschreibung der Algorithmen des Rechtschreibprüfungsprogramms ORFO verteidigte Aschmanow 1995 am Institut für Programmsysteme der RAN in Pereslawl-Salesski mit Erfolg für die Promotion zum Kandidaten der technischen Wissenschaften.
Mit einem Investor als Partner gründete Aschmanow 1995 die IST-Tochter-Gesellschaft MediaLingwa, deren Generaldirektor er wurde. Er kaufte vom Verlag Russki Jasyk die Exklusivrechte für die elektronischen Versionen aller existierenden Schlagwörterbücher einschließlich des Großen Englisch-Russisch-Wörterbuchs. Er entwickelte die elektronischen Wörterbücher MultiLeks, die Metasuchmaschine Sledopyt, die in den Microsoft SQL Server eingebaut wurde, den Text-Annotator Libretto u. a.
Im Herbst 1999 geriet Aschmanow in einen Konflikt mit dem MediaLingwa-Hauptgesellschafter Oleg Serebrennikow, der die Entwicklungsstrategie ändern wollte und einen Patent-Streit mit Microsoft nur gerichtlich klären wollte. Im Dezember verließ Aschmanow die Gesellschaft und nahm seine 15-köpfige Gruppe mit. Er nahm ein Angebot der Rambler-Holding an und wurde Direktor für Forschung und Entwicklung. Er absolvierte 2000–2001 den Master of Business Administration der Internationalen Wirtschaftshochschule der Russischen Akademie für Volkswirtschaft und Öffentlichen Dienst beim Präsidenten der Russischen Föderation. Im Januar 2001 wurde er geschäftsführender Direktor von Rambler. Das Personal war erneuert worden, und die neue Suchmaschine Rambler 2.0 war eingeführt worden. Er hatte wechselnde Eigentümer erlebt, die an einer Suchmaschinenweiterentwicklung nicht interessiert waren. Als Anton Nossik Präsident von Rambler wurde, verließ Aschmanow im Mai 2001 Rambler.
Nach 4 Monaten gründete Aschmanow die eigene Beratungsgesellschaft Aschmanow und Partner (AiP), mit der er einer der wichtigsten Akteure auf dem neuen Markt der Suchmaschinenoptimierungen wurde. Mitarbeiter wurden die damals von ihm bei Rambler angestellten Spezialisten, die nun entlassen worden waren und nun das halbe Gehalt akzeptierten mit dem Versprechen, nach einem Jahr Partner zu werden. Gegenwärtig gibt es bei AiP und den Tochtergesellschaften mehr als 300 Mitarbeiter, die 5 bis 10 % des russischen Internet-Marketing-Marktes bedienen. Dazu werden neue Internet-Technologien und Dienstleistungen einschließlich Künstlicher Intelligenz entwickelt.

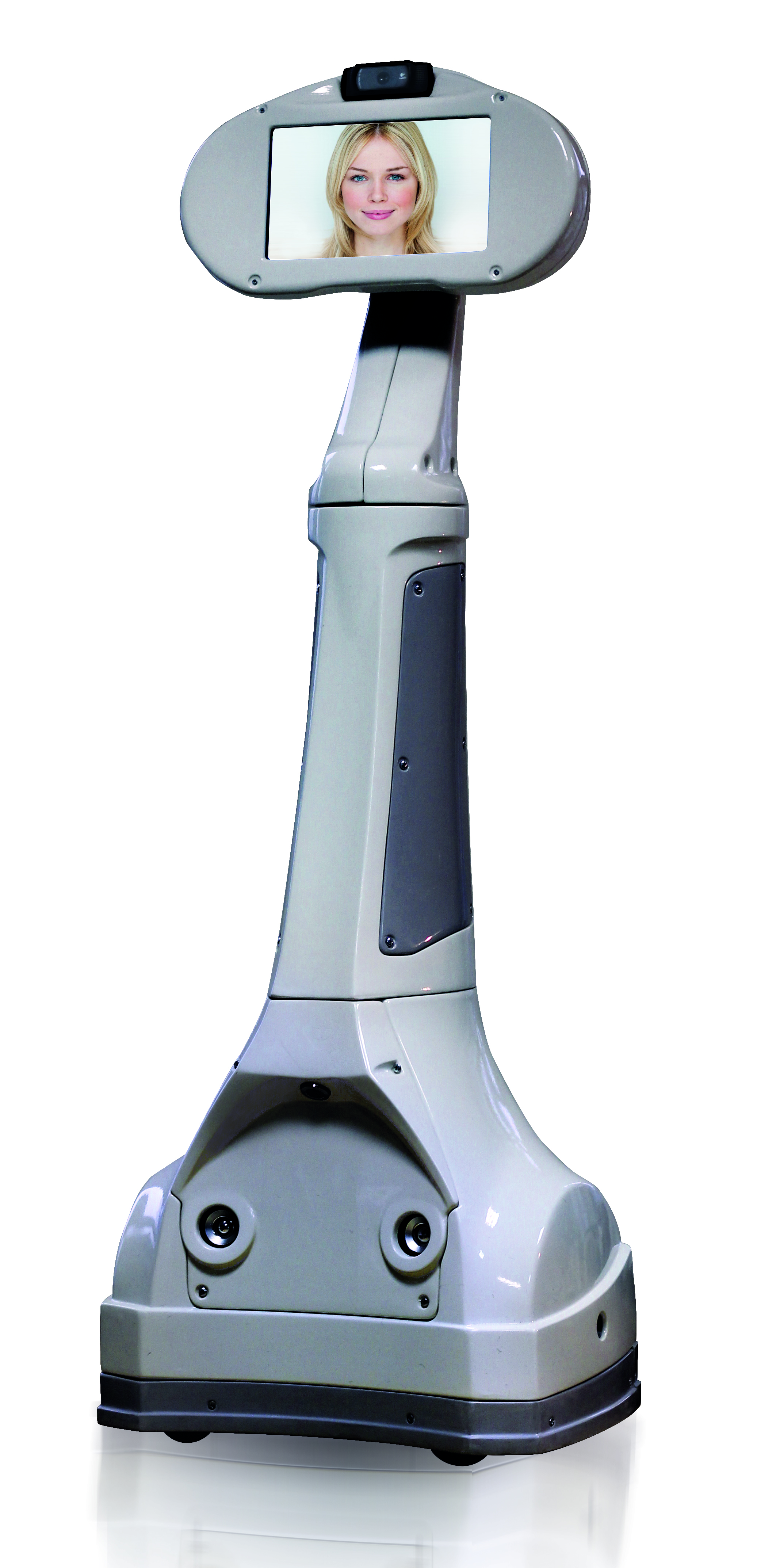
Wicron-Roboter Webot (2015)

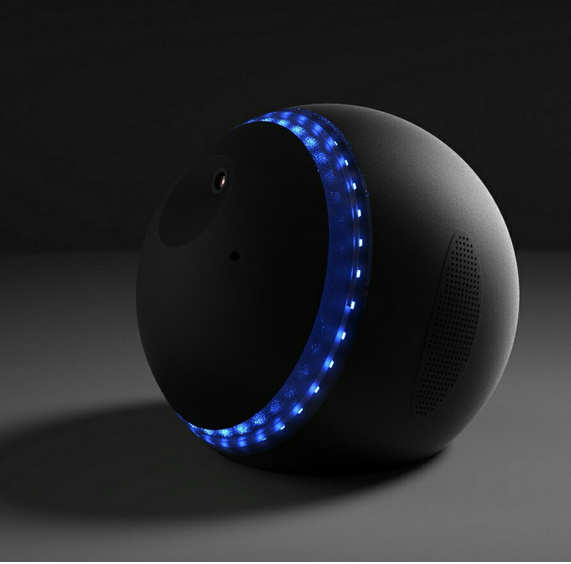
AiP-Lexy-Sprachassistent-Roboter Lexy (2015)

Mit Natalja Kasperskaja gründete Aschmanow 2005 die Gesellschaft Nanosemantics für die Entwicklung von Onlinediensten mit direktem Dialog zwischen Computersystem und Benutzer. Aschmanow gründete 2010 die Gesellschaft Kribrum für die Entwicklung von Systemen für Social-Media-Monitoring und Social Media Marketing, deren Präsident er wurde. Er gründete weitere Gesellschaften und wurde 2012 Mitgründer der Gesellschaft Wicron für die Entwicklung von 3D-Druckern und Robotern.
Seit 2003 ist Aschmanow als damaliger Mitgründer verantwortlicher Sekretär der Nationalen Anti-Spam-Koalition aller wesentlichen Internet-Firmen in Russland. Seit 2014 beteiligt er sich am Mentoring des Moskauer Innovationszentrums Skolkowo. Seit Juni 2012 ist er Kovorsitzender der von Nikolai Starikow gegründeten Partei Großes Vaterland. Bei der Präsidentenwahl 2018 war er Vertreter des Kandidaten Putin. Seit 16. November 2020 ist er Mitglied des Menschenrechtsrats beim russischen Präsidenten. Er hielt Vorträge über Big Data, Soziale Netze und Informationskriege in der Militärakademie der Strategischen Raketentruppen Russlands und in der Militärakademie des Generalstabes der Streitkräfte der Russischen Föderation. Seit dem 25. Februar 2023 unterliegt er den Sanktionen gegen Russland seit dem Überfall auf die Ukraine aller Mitgliedstaaten der Europäischen Union wegen Verbreitung russischer Propaganda und Desinformationen.
Aschmanow war in 1. Ehe mit der Linguistin Nina Wsewolodowna Russowa von 1987 bis 2001 verheiratet, die mit ihm im Rechenzentrum der AN-SSSR und in der Firma Informatik zusammenarbeitete und am ORFO beteiligt war und mit der er die Kinder Olga und Stanislaw bekam. Stanislaw Aschmanow leitet die Gesellschaft Nanosemantics. In 2. Ehe ist Aschmanow seit 2001 mit der Unternehmerin Natalja Kasperskaja verheiratet, mit der er drei Töchter bekam.

## Ehrungen
- Ehrenurkunde des Präsidenten der Russischen Föderation für Verdienste um die Erstellung und das Wachstum des russischen Teils des Internets (2020)[16]